# Villars-lès-Blamont
Villars-lès-Blamont é uma comuna francesa na região administrativa de Borgonha-Franco-Condado, no departamento de Doubs. Estende-se por uma área de 6,95 km². Em 2010 a comuna tinha 449 habitantes (densidade: 64,6 hab./km²).